# Elbicho
elbicho fue un grupo musical español (mitad madrileño, mitad ilicitano) de «flamenco fusión», que conjugaba rumbas, tangos y bulerías con notas de jazz, rock, ritmos afro y músicas del Magreb. Durante sus diez años de actividad (2000-2010), sus temas más conocidos fueron: "Locura", "Mama Dolores", "Parque Triana" y "De los malos".

## Biografía
La Escuela Popular de Música de Madrid, dirigida por Guillermo McGill, fue el lugar donde, a mediados de septiembre de 2001, entraron en contacto seis de los ocho componentes de la banda. En cuestión de semanas comienzan a tocar en pequeñas salas y por la calle.
Con Miguel Campello como voz principal, el grupo está principalmente influidos por la música rock de los años setenta (Pink Floyd, Led Zeppelin...) y por el flamenco (Camarón y Paco de Lucía), en una línea heredada del rock andaluz.
En el año 2003 y lanzan al mercado su primer álbum de estudio de título homónimo (elbicho) donde buscan los palos menos fusionados con el pop como son los, tanguillos, tangos y bulerías. Producido por Tino Di Geraldo, Senheiser, Grumpy Joe y con colaboraciones de artistas del jazz, flamenco y pop como Carles Benavent, Jorge Pardo o Tomasito que en menos de un año se convierte en disco de oro.
En mayo de 2005 editan su segundo álbum elbicho II, autoproducido por el grupo junto a J. L. Garrido.
Su tercer, álbum sale a la venta en agosto de 2007 con el nombre de elbicho VII, y entra directo al N.º 2 en las listas de ventas, por detrás de Marea, y permanece varios meses en el top10. Nominado a mejor disco y mejor directo en los Premios de la Música de Extremadura.
En julio de 2009 lanzan el disco elbich8 deimaginar, un álbum grabado en directo en el Palacio de Congresos de Madrid el 16 de mayo de 2008.

### Separación
En junio de 2010 lanzan el álbum recopilatorio tojunto, donde se incluyen sus mayores éxitos y donde anuncian un parón como grupo.
También en 2010, Miguel Campello, decide seguir con su andadura musical por separado como solista.

## Discografía
- elbicho (2003) Disco de Oro (>50.000 copias vendidas)
- elbicho II (2005) Disco de Oro (>50.000 copias vendidas)
- elbicho VII (2007)
- elbich8 deimaginar (en directo - 2009)
- tojunto (maketas 2000 - 2010) (recopilatorio - 2010)

## Festivales
Internacionales
Río Loco (Francia), Festival Mundial (Holanda), Festival Esperanzah! (Bélgica), Festival de Jazz de Niza (Francia), Mawazine (Rabat), Rock en eñe (Venezuela), Noches Blancas de Roma (Italia), Siete Soles Siete Lunas (Azores), La Mar de Músicas (Marruecos) etc.
Nacionales
Etnosur, WOMAD, Festimad, Viñarock, Derrame rock, Azkena Rock Festival, Espárrago Rock, Extremúsika, Getxo Folk, Etnimalaga, Metrorock, Mediatic, Lagarto Rock, etc.

## Miscelánea
Largometrajes en los que aparece música de elbicho:
- Siete mesas de billar francés – Gracia Querejeta (2007)
- Cantando bajo la Tierra – Rolando Pardo (2004)
- Manolo Recicla – Manolo González (2002)